# Nola cerraunias
Nola cerraunias är en fjärilsart som beskrevs av Turner 1899. Nola cerraunias ingår i släktet Nola och familjen trågspinnare. Inga underarter finns listade i Catalogue of Life.